# Saint-Mars-d'Égrenne
Pour les articles homonymes, voir Saint-Mars et Égrenne (homonymie).
Saint-Mars-d'Égrenne est une commune française, située dans le département de l'Orne en région Normandie, peuplée de 640 habitants (les Médardais).

## Géographie
Le bourg du Passais se situe au sud-ouest du département de l'Orne et de la région Normandie, dans la région naturelle bocagère du Domfrontais. Son bourg est à 6 km au nord de Passais, à 8 km au sud-est de Domfront, à 11 km à l'est du Teilleul et à 20 km au sud-est de Mortain.
| Saint-Georges-de-Rouelley (sur 25 m) (Manche), Saint-Cyr-du-Bailleul (Manche) | Saint-Roch-sur-Égrenne, La Haute-Chapelle (sur 200 m) | Saint-Gilles-des-Marais, La Haute-Chapelle, Domfront |
| Saint-Cyr-du-Bailleul (Manche)                                                | Saint-Mars-d'Égrenne                                  | Torchamp                                             |
| Mantilly (Orne)                                                               | Passais (Orne)                                        | Saint-Fraimbault (Orne)                              |

### Hydrographie
La commune est traversée par la ligne de partage des eaux entre les bassins hydrographiques Seine-Normandie et Loire-Bretagne. Elle est drainée par la Varenne, l'Egrenne, le Bazeille, le Pont Barrabé et le ruisseau du Pont barrabé,.
La Varenne, d'une longueur de 60 km, prend sa source dans la commune de Messei, à une altitude de 239 mètres, près du hameau de la Bédellerie, et se jette  dans la Mayenne à Ambrières-les-Vallées à une altitude de 94 mètres, après avoir traversé 17 communes. Les caractéristiques hydrologiques du Loison sont données par la station hydrologique située sur la commune de Domfront en Poiraie. Le débit moyen mensuel est de 2,85 m3/s. Le débit moyen journalier maximum est de 51,4 m3/s, atteint lors de la crue du 26 janvier 1995. Le débit instantané maximal est quant à lui de 73,9 m3/s, atteint le 25 octobre 1998.
L'Égrenne, d'une longueur de 37 km, prend sa source dans la commune de Chaulieu et se jette  dans la Varenne sur la commune, après avoir traversé dix communes.
Le Bazeille, d'une longueur de 11 km, prend sa source dans la commune de Juvigny Val d'Andaine et se jette  dans la Varenne en limite de Torchamp et de Domfront en Poiraie, face à Saint-Mars-d'Égrenne, après avoir traversé cinq communes.
Le Pont Barrabé, d'une longueur de 12 km, prend sa source dans la commune du Teilleul et se jette  dans l'Égrenne sur la commune, après avoir traversé cinq communes.

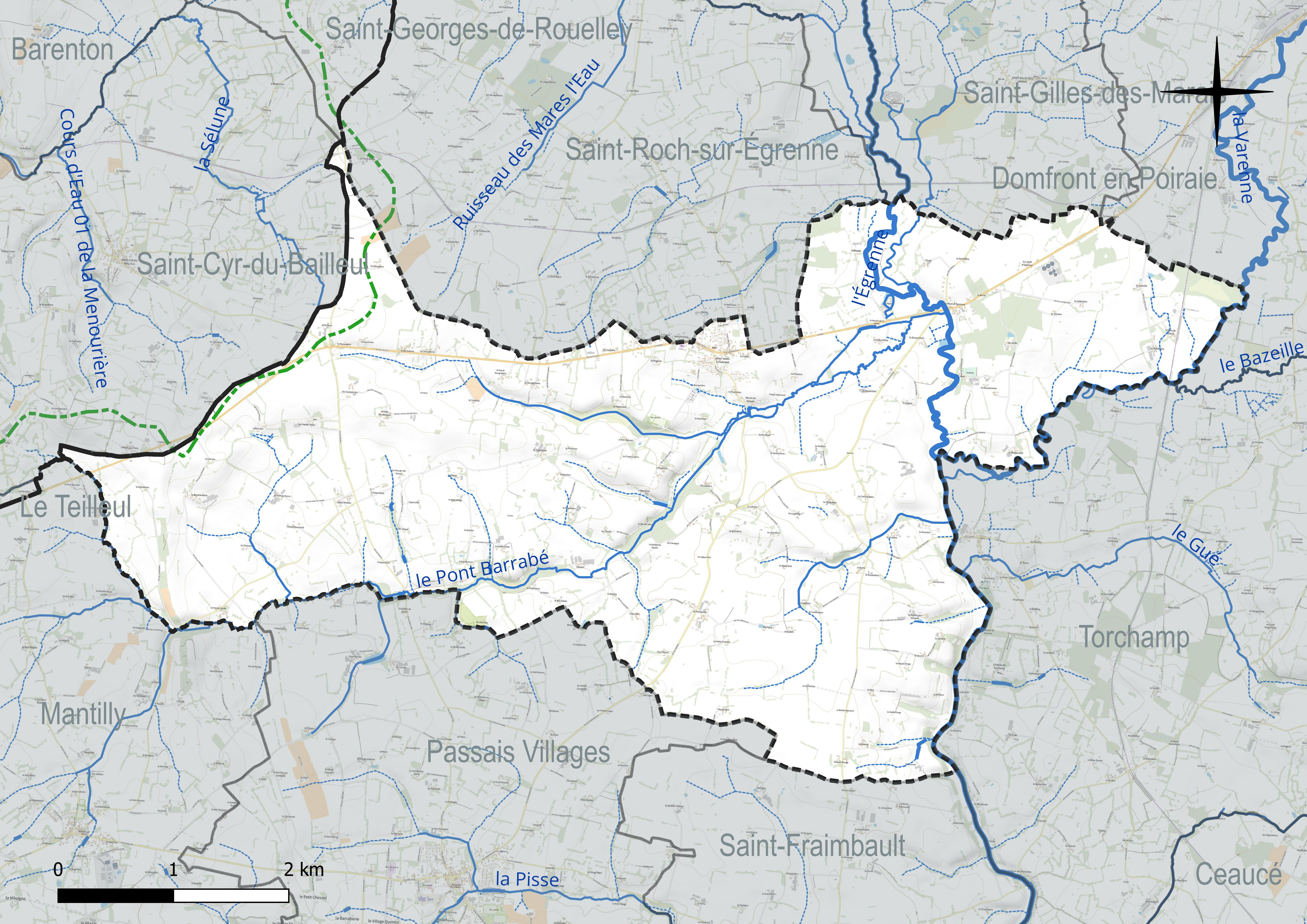
Réseau hydrographique de Saint-Mars-d'Égrenne.

### Climat
Pour des articles plus généraux, voir Climat de la Normandie et Climat du Val-d'Oise.
En 2010, le climat de la commune est de type climat océanique franc, selon une étude du CNRS s'appuyant sur une série de données couvrant la période 1971-2000. En 2020, Météo-France publie une typologie des climats de la France métropolitaine dans laquelle la commune est exposée à un climat océanique et est dans la région climatique Normandie (Cotentin, Orne), caractérisée par une pluviométrie relativement élevée (850 mm/a) et un été frais (15,5 °C) et venté. Parallèlement le GIEC normand, un groupe régional d’experts sur le climat, différencie quant à lui, dans une étude de 2020, trois grands types de climats pour la région Normandie, nuancés à une échelle plus fine par les facteurs géographiques locaux. La commune est, selon ce zonage, exposée à un « climat contrasté des collines », correspondant au Bocage normand, bien arrosé, voire très arrosé sur les reliefs les plus exposés au flux d’ouest, et frais en raison de l’altitude.
Pour la période 1971-2000, la température annuelle moyenne est de 10,7 °C, avec une amplitude thermique annuelle de 13,2 °C. Le cumul annuel moyen de précipitations est de 853 mm, avec 13,2 jours de précipitations en janvier et 7,7 jours en juillet. Pour la période 1991-2020, la température moyenne annuelle observée sur la station météorologique la plus proche, située sur la commune  à 5 400 km à vol d'oiseau, est de 0,0 °C et le cumul annuel moyen de précipitations est de 0,0 mm,. Pour l'avenir, les paramètres climatiques de la commune estimés pour 2050 selon différents scénarios d’émission de gaz à effet de serre sont consultables sur un site dédié publié par Météo-France en novembre 2022.

## Urbanisme

### Typologie
Au 1er janvier 2024, Saint-Mars-d'Égrenne est catégorisée commune rurale à habitat très dispersé, selon la nouvelle grille communale de densité à sept niveaux définie par l'Insee en 2022.
Elle est située hors unité urbaine. Par ailleurs la commune fait partie de l'aire d'attraction de Domfront en Poiraie, dont elle est une commune de la couronne,. Cette aire, qui regroupe 8 communes, est catégorisée dans les aires de moins de 50 000 habitants,.

### Occupation des sols
L'occupation des sols de la commune, telle qu'elle ressort de la base de données européenne d’occupation biophysique des sols Corine Land Cover (CLC), est marquée par l'importance des territoires agricoles (97,9 % en 2018), une proportion sensiblement équivalente à celle de 1990 (98,1 %). La répartition détaillée en 2018 est la suivante : 
prairies (47,2 %), terres arables (25,4 %), zones agricoles hétérogènes (25,2 %), zones urbanisées (2,1 %). L'évolution de l’occupation des sols de la commune et de ses infrastructures peut être observée sur les différentes représentations cartographiques du territoire : la carte de Cassini (XVIIIe siècle), la carte d'état-major (1820-1866) et les cartes ou photos aériennes de l'IGN pour la période actuelle (1950 à aujourd'hui).

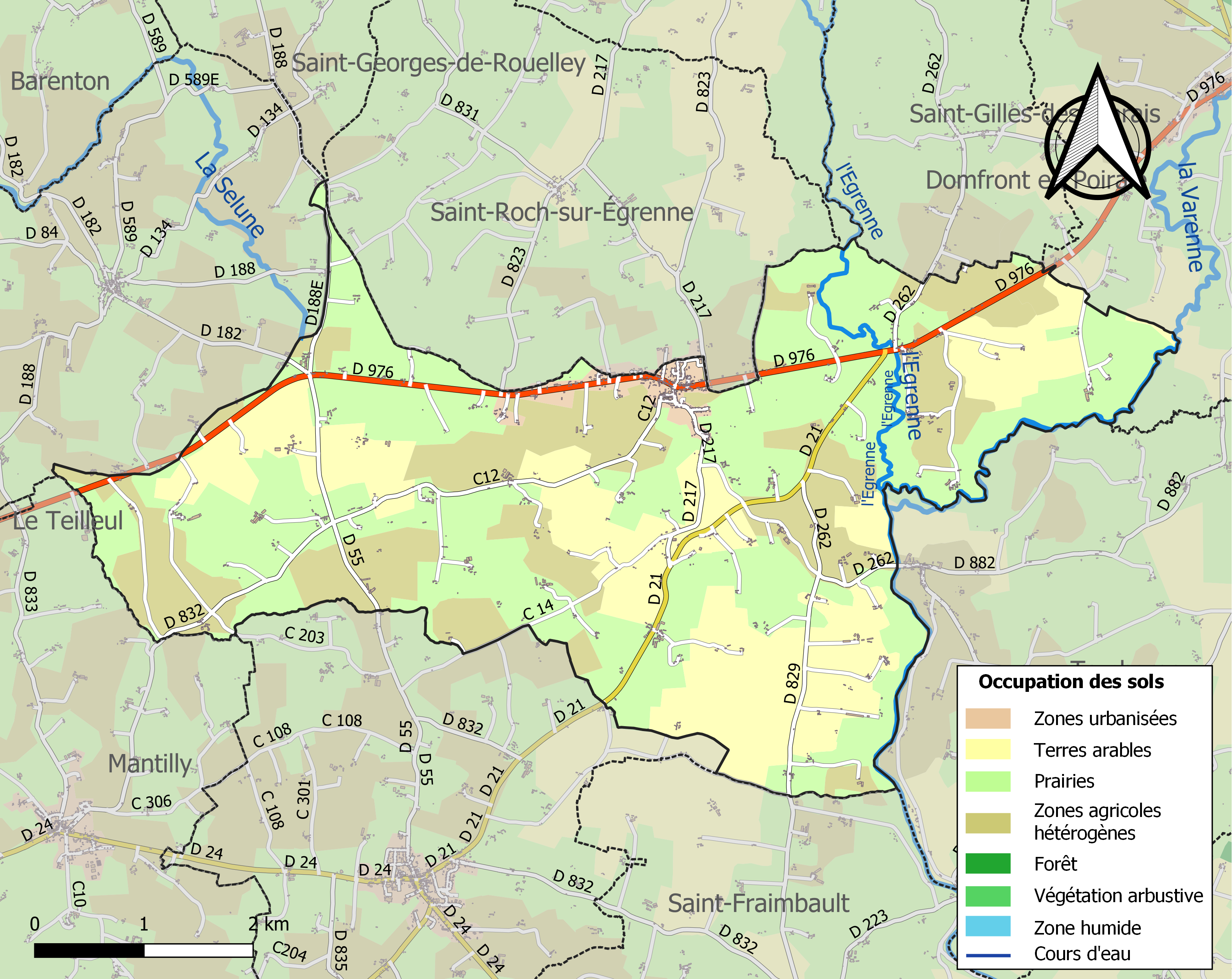
Carte des infrastructures et de l'occupation des sols de la commune en 2018 (CLC).

## Toponymie
Le nom de la localité est attesté sous la forme Sanctus Medardus de Egrenna en 1381.
En effet la paroisse est dédiée à Médard de Noyon, évêque du VIe siècle, comme pour la plupart des Saint-Mars.
L'Égrenne est la rivière qui traverse le nord-est du territoire.
Selon le Dictionnaire géographique et administratif de la France et de ses colonies (1902, p : 4212), Mards est un diminutif de Médard, devenu Mars dans le vocabulaire des historiens géographes. D'où le nom de Saint-Mars donné à une commune qui n'avait pour raison d'être que l'église patronnée par saint Médard.
Le hameau de l'Air Souvre : sans doute pour °l'aire souvre, « l'aire / la place vide d'en haut ». Le second élément est dans ce cas issu du latin superus « qui est en haut, supérieur », d’où le gallo-roman °SÚPERU > a.f. °sovre, °souvre, °seuvre, °sevre, etc..

## Histoire

### Village millénaire
Avant l'an 700 et avant l'an 890, ce lieu serait déjà mentionné.
Vers le début du XIe siècle un chevalier Achard (970-1035), descendant d'une famille de petite noblesse d'épée originaire de Montpellier, vint se fixer dans le pays domfrontais.
À cette époque, la forêt d'Andaine couvrait tout le territoire de l'actuel Passais, communes de Saint-Mars et de Saint-Roch comprises.
Ayant décidé de former un domaine le chevalier Achard (c'était probablement son prénom) opéra un "perthuis" (ouverture) dans la forêt de Passais à l'endroit même de l'actuel hameau le Pertuis situé dans la commune de Saint-Mars-d'Égrenne. Il y fit construire le premier manoir de sa famille  -Le Perthuis-Achard ; ce n'est plus qu'une maison de ferme aujourd'hui.
Avec le temps les Achard agrandirent leur domaine et l'étendirent jusqu'aux portes de Domfront, établissant des cultures sur les territoires actuels de Saint-Mars, de Saint-Gilles et de la Haute-Chapelle. Acquérant ainsi, et dès le milieu du XIe siècle, tous les droits seigneuriaux sur cette grande étendue de bois et sur les terres qui s'y défrichaient.
Le comte Guillaume de Bellême, devenu maître du pays, reconnut leur noblesse et les laissa jouir des privilèges possédés jusque-là. Il nommera le chevalier Achard gouverneur de Domfront, le premier à porter le titre, dont il venait de construire l'enceinte de fortification (en 1014 selon l'historien F. Liard).
Le chevalier Achard, surnommé Achard le Riche ou Achard de Domfront, fera construire dans le premier tiers du XIe siècle (probablement vers 1020) une première église dédiée à saint Médard , un saint souvent invoqué contre les rages de dents.
Ce faisant il donnera naissance au hameau de Saint-Mars-d'Égrenne stratégiquement situé en orée de forêt, sur la route qui va de Domfront au mont Saint-Michel. Les pèlerins, riches et pauvres, se trouvant à passer par là en partance ou en provenance du mont Saint-Michel, faisaient des offrandes et laissaient de généreuses oboles, pour les plus fortunés d'entre eux.
L'importance stratégique de Saint-Mars était confirmée par les nombreux et célèbres personnages du Moyen Âge qui, dans leurs périples de Domfront au Mont Saint-Michel, y faisaient halte en entrée ou en sortie de forêt. Parmi eux on peut citer Guillaume-le-Conquérant, Henri ler et Henri II rois d'Angleterre, Éléonore de Guyenne, Charles VIII, Charles IX et Catherine de Médicis. Le Cercle d'études nouvelles d'anthropologie en fait un lieu en lien avec la matière de Bretagne et les cycles arthuriens.
L'église de Saint-Mars, comme d'ailleurs toutes les églises des communes avoisinantes, souffrira des effets des guerres de religion qui avaient secoué la Normandie du XIVe au XVIe siècle. Elle sera détruite et reconstruite à plusieurs reprises, la dernière ayant été effectuée vers le tournant du siècle dernier.
Comme elle avait déjà été déclarée en ruine vers la fin du XIe siècle par l'ermite Bernard d'Abbeville qui vint s'installer dans le bourg, il est probable que sa première destruction survint vers 1048 lors du pillage perpétré dans le Passais par les soldats angevins de Geoffroy Martel comte d'Anjou qui prit la forteresse de Domfront par les armes et s'y installa, avant d'être chassé par Guillaume-le-Bâtard.
Deux documents historiques conservés à la Bibliothèque nationale de France (BNF) attestent de l'antériorité millénaire de l'église de Saint-Mars et par voie de conséquence du village lui-même :
1. La vie de l'ermite saint Bernard d'Abbeville relatée par l'abbé Angot qui raconte que vers la fin du XIe siècle et sur les conseils de saint Vital, grand chef des ermites, bâtisseur du prieuré de Dompierre, un ermite du nom de Bernard d'Abbeville (abbé de Tiron) s'installa comme tourneur sur bois à Saint-Mars-d'Egrenne à côté d'une église en ruine[27].
2. La lettre de donation datée de novembre 1335, par laquelle « Jean comte d'Anjou et du Maine, duc de Normandie, fils aîné du roi de France » abandonne le patronage de l'église de Saint-Mars-d'Égrenne à Guy de Laval évêque du Mans[28].

## Politique et administration
| Période                                  | Période   | Identité                                      | Étiquette | Qualité               |
| ---------------------------------------- | --------- | --------------------------------------------- | --------- | --------------------- |
| vers 1792                                |           | Pierre Chorin                                 |           |                       |
| vers an X                                | vers 1812 | André Julien Pierre Hamard                    |           |                       |
| vers 1813                                |           | Jeean Baptiste Levêque                        |           |                       |
| vers 1867                                |           | Jeean Baptiste Levêque Lacroix                |           |                       |
| vers 1870                                |           | Louis Ange Achard des Hautes-Noës (1815-1900) |           | Propriétaire          |
| vers 1903                                |           | Marcel de Gallery Dumanoir (1837-)            |           | Propriétaire, rentier |
| vers 1926                                |           | Michel René Chaufard                          |           |                       |
| ?                                        | mars 2001 | Jeannine Gilbert                              |           |                       |
| mars 2001                                | mars 2014 | Joël Gontier                                  | SE        | Menuisier             |
| mars 2014                                | En cours  | Daniel Boulent                                | SE        | Agriculteur           |
| Les données manquantes sont à compléter. |           |                                               |           |                       |

Le conseil municipal est composé de quinze membres dont le maire et trois adjoints.

## Démographie
L'évolution du nombre d'habitants est connue à travers les recensements de la population effectués dans la commune depuis 1793. Pour les communes de moins de 10 000 habitants, une enquête de recensement portant sur toute la population est réalisée tous les cinq ans, les populations de référence des années intermédiaires étant quant à elles estimées par interpolation ou extrapolation. Pour la commune, le premier recensement exhaustif entrant dans le cadre du nouveau dispositif a été réalisé en 2005.
En 2022, la commune comptait 640 habitants, en évolution de −5,6 % par rapport à 2016 (Orne : −3,21 %, France hors Mayotte : +2,11 %).
Saint-Mars-d'Égrenne a compté jusqu'à 2 522 habitants en 1806.
| 1793  | 1800  | 1806  | 1821  | 1831  | 1836  | 1841  | 1846  | 1851  |
| ----- | ----- | ----- | ----- | ----- | ----- | ----- | ----- | ----- |
| 2 242 | 2 247 | 2 522 | 2 189 | 2 349 | 2 403 | 2 270 | 2 269 | 2 210 |

| 1856  | 1861  | 1866  | 1872  | 1876  | 1881  | 1886  | 1891  | 1896  |
| ----- | ----- | ----- | ----- | ----- | ----- | ----- | ----- | ----- |
| 2 110 | 2 100 | 2 026 | 1 824 | 1 787 | 1 723 | 1 653 | 1 607 | 1 635 |

| 1901  | 1906  | 1911  | 1921  | 1926  | 1931  | 1936  | 1946  | 1954  |
| ----- | ----- | ----- | ----- | ----- | ----- | ----- | ----- | ----- |
| 1 605 | 1 546 | 1 429 | 1 271 | 1 252 | 1 266 | 1 257 | 1 150 | 1 095 |

| 1962 | 1968 | 1975 | 1982 | 1990 | 1999 | 2005 | 2006 | 2010 |
| ---- | ---- | ---- | ---- | ---- | ---- | ---- | ---- | ---- |
| 965  | 866  | 762  | 816  | 769  | 697  | 726  | 717  | 682  |

| 2015 | 2020 | 2022 | - | - | - | - | - | - |
| ---- | ---- | ---- | - | - | - | - | - | - |
| 677  | 653  | 640  | - | - | - | - | - | - |

## Lieux et monuments
Religieux
- Église Saint-Médard (XIXe siècle) abritant un tableau, La Nativité (XVIIe siècle), une statue de saint Pierre en bois du XIXe siècle et des fonts baptismaux du XVIIe, tous trois classés à titre d'objets aux Monuments historiques[34].
- Chapelle Sainte-Marie-Madeleine, à l'Air-Souvre. En lien avec les légendes arthuriennes[35].

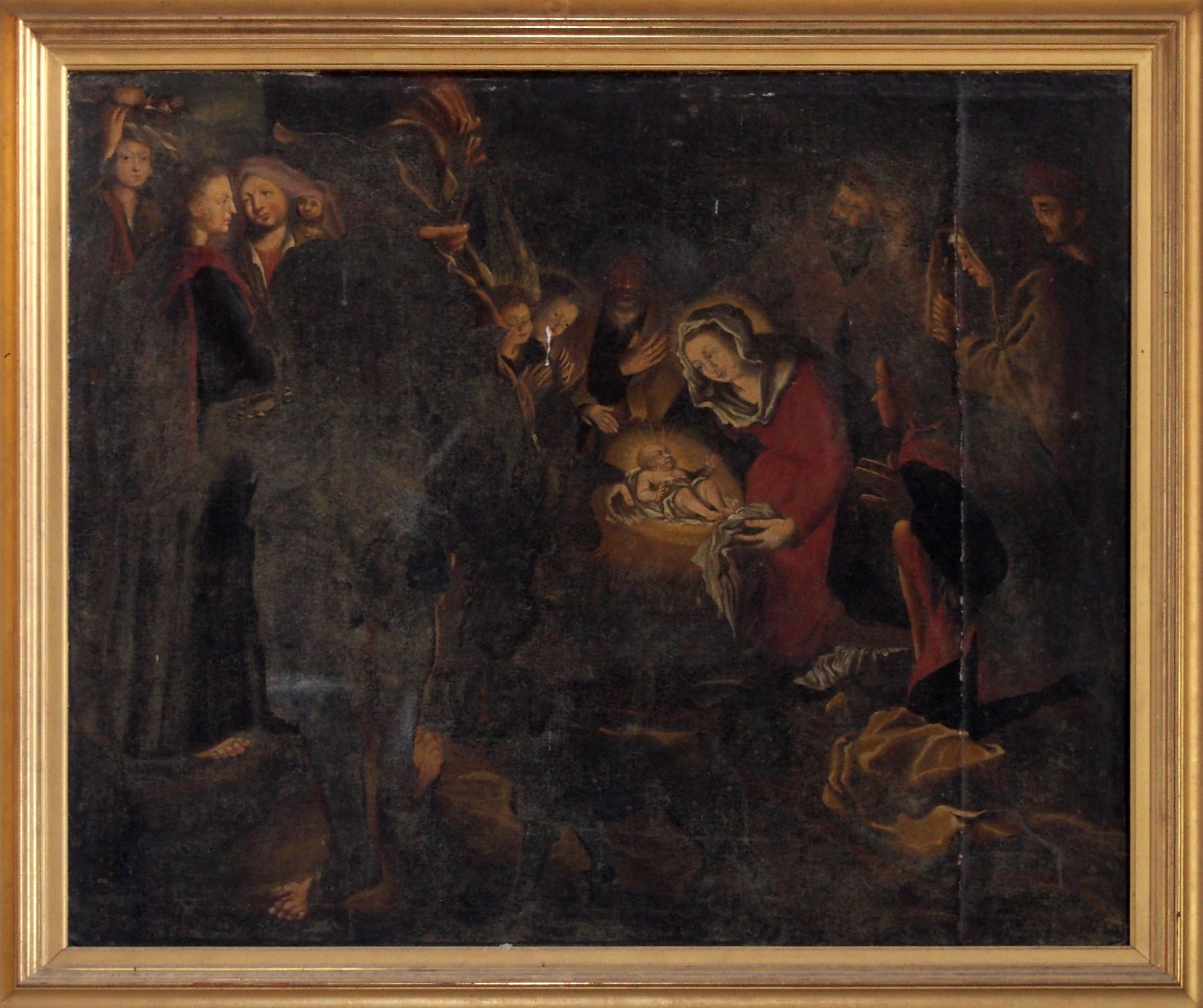
Le tableau La Nativité.
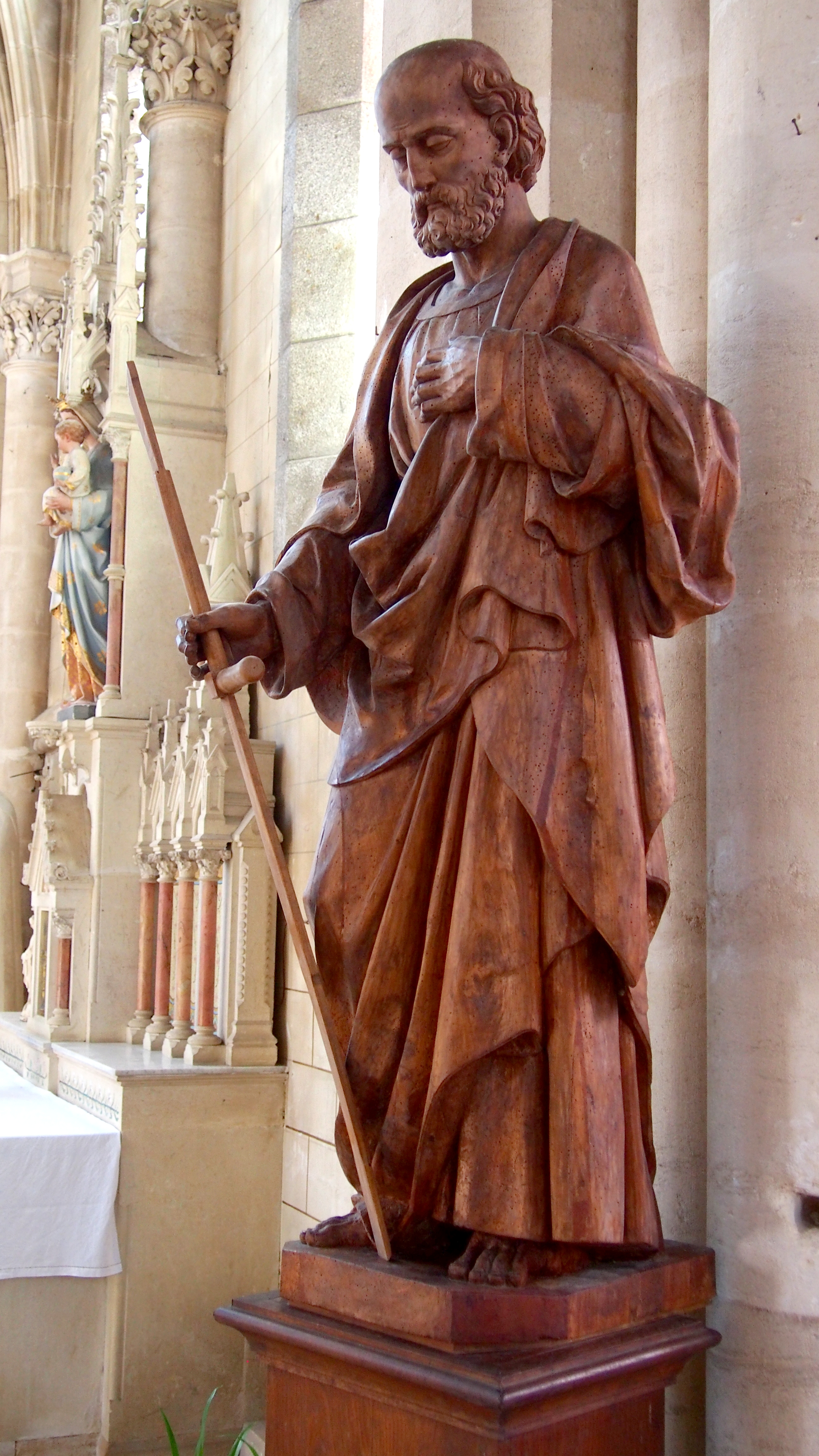
La statue de saint Pierre.
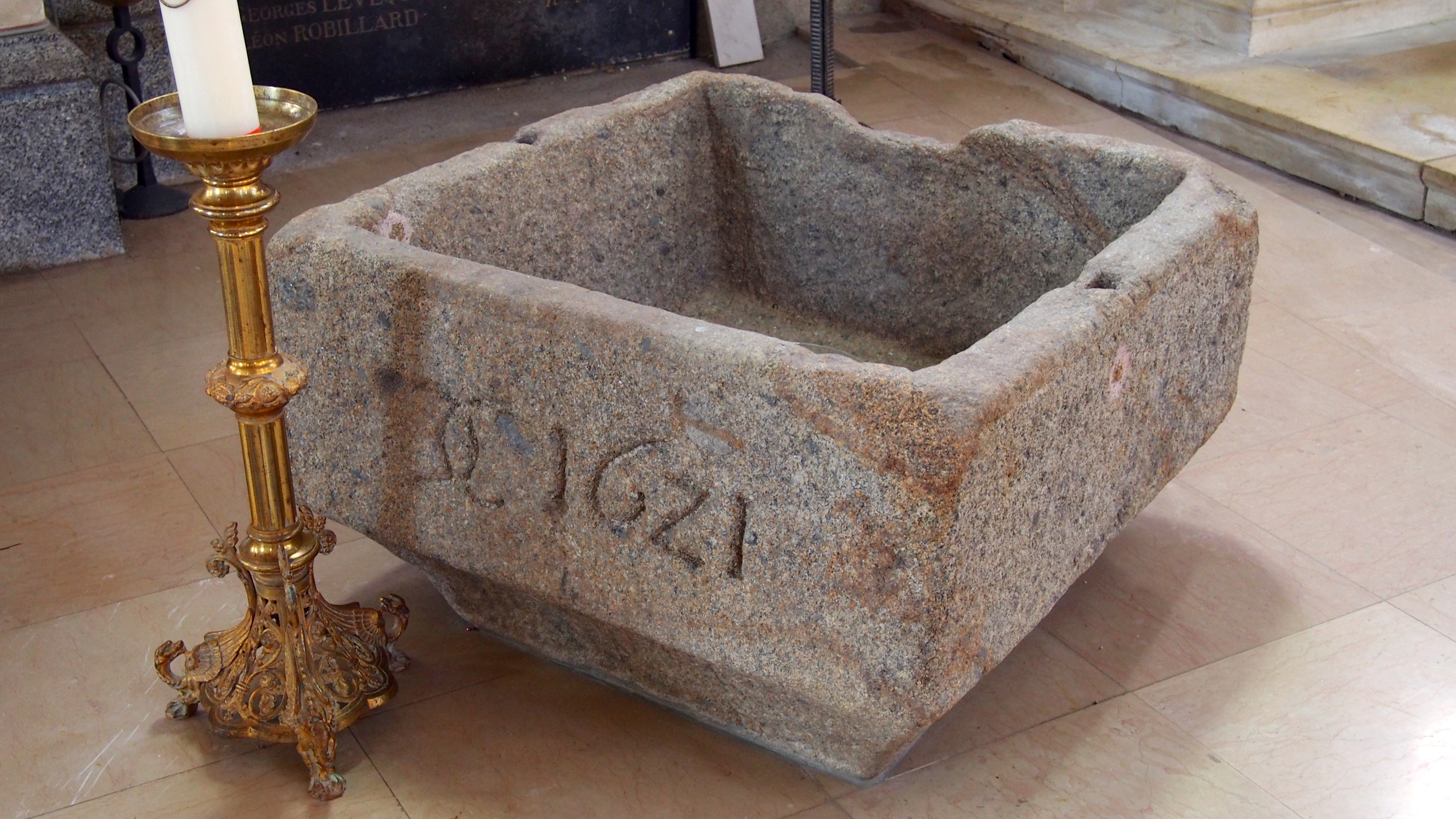
Les fonts baptismaux.

Civils
- Manoir de la Bonelière, construction du XVIe siècle, possède un livre d'heure richement décoré, et un jardin médiéval, visites sur demande.

## Personnalités liées à la commune
- Émile Onfray, ( - 1953, à Saint-Mars-d'Égrenne), prêtre, pionnier du syndicalisme agricole d'inspiration chrétienne, dans le département de l'Orne.[réf. nécessaire]